# حواصیل برکه‌ای هندی

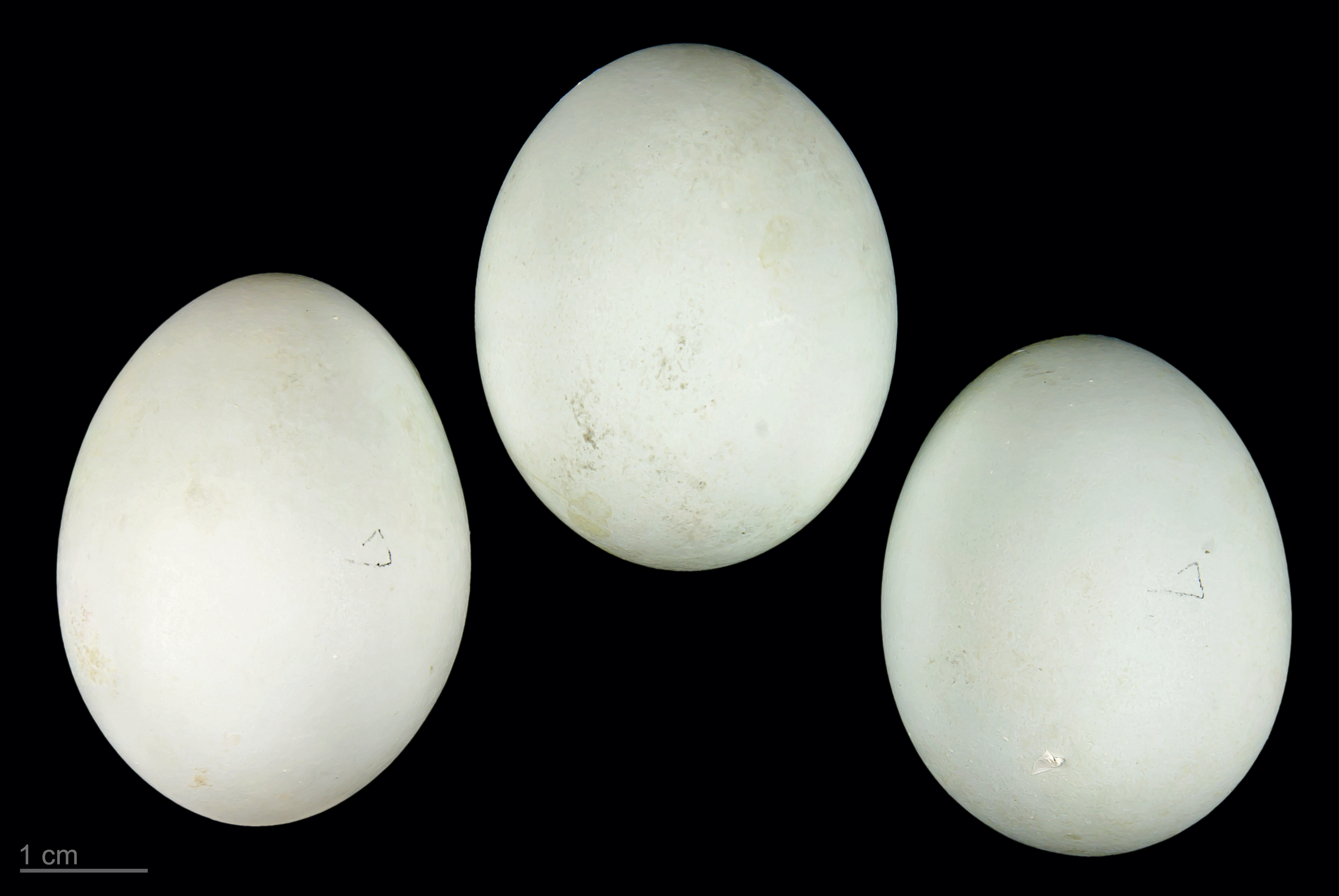
Ardeola grayii

حواصیل برکه‌ای هندی (نام علمی: Ardeola grayii) نام یک گونه از سرده حواصیل برکه‌ای است.